# Саватія (аеродром)
Саватія (також Котлас) — колишня авіабаза ВПС Росії в Архангельській області, Росія, розташована 29 км на південь від Котласа. Це невеликий допоміжний аеродром. 

## Історія
З 1967 і по 1993 тут базувався 445-й винищувальний авіаційний полк, який використовував літаки Ту-128 у 1967 році, літак МіГ-25 наприкінці 1970-х років і МіГ-31 в 1990-х років.  Тут також базувався 458-й гвардійський винищувальний авіаційний полк, який літав на МіГ-31 у 1990-х роках.
З 1993 року авіабазу також використовував 470-й гвардійський винищувальний авіаційний полк.
З 2010 